# Azucena Berrutti
Azucena Berrutti (Montevideo, 1929), és una advocada i política uruguaiana. Va ser ministra de Defensa Nacional del seu país des de l'1 de març de 2005 fins a l'3 de març de 2008. És presidenta de l'Institut del Nen i Adolescent de l'Uruguai (INAU).
Berrutti es va graduar en dret als 29 anys l'any 1958 a la Universitat de la República. Vuit anys abans va ingressar a treballar a la Intendència Municipal de Montevideo com a auxiliar administrativa i va integrar durant molts anys l'adreça d'ADEOM (Associació d'Empleats i Obrers Municipals). Com era afiliada i militant del Partit Socialista de l'Uruguai va ser destituïda del seu càrrec en l'època de dictadura militar i va estar impedida de treballar en alguna dependència de l'Estat durant aquest període pel que es va dedicar exclusivament a la seva professió d'advocada.
Va defensar ferventment des de 1970 a tupamaros, comunistes i socialistes que eren processats per la justícia ordinària, que tres anys més tard passaria a ser justícia militar.
Berrutti va col·laborar també en el conegut com «Servei de Pau i Justícia»" (SERPAJ) contra la dictadura militar i el 1983 va iniciar una vaga de fam en contra de les detencions i les tortures que els militars propiciaven a estudiants que s'oposaven al règim militar; aquesta vaga va durar quijnze dies.
L'any 1984, al terme del règim militar a l'Uruguai, Berrutti va tornar a la Intendència de Montevideo però es va jubilar un temps després quan va assumir aquest càrrec el polític Aquiles Lanza, del Partit Colorado. De totes maneres Berrutti va tornar a la Intendència amb el primer govern d'esquerra el 1990, a les mans de Tabaré Vázquez, candidat pel Front Ampli. Berrutti va ocupar el càrrec de secretària lletrada de l'intendent fins a assumir la Secretaria General, resultat de la renúncia de qui per a aquest llavors ocupava aquest càrrec, Ricardo Yelpo.
El 2025, als 75 anys i sent una de les persones de més confiança del president Vázquez, va ser nomenada ministra de Defensa Nacional.

## Tasca com a ministra
Després de la seva assumpció del càrrec, s'inicien grans canvis dins del Ministeri a mans del govern d'esquerra. Entre ells, la primera detenció de militars encarregats de tortures, desaparicions i assassinats durant la dictadura i l'aparició de restes òssies pertanyents a Ubagesner Chaves Insulsa i a Fernando Miranda (dos detinguts desapareguts integrants del Partit Comunista de l'Uruguai). Va ser ministra de defensa de l'Uruguai fins al 2008.
El febrer de 2009 Berrutti va ser designada presidenta de SODRE (Servicio Oficial de Difusión, Representaciones y Espectáculos).
El 2010 Berrutti es va oposar a la derogació de la Llei de caducitat en el seu llibre Ministras de Blanca Rodríguez, que va provocar un debat públic. Berrutti va afirmar que la campanya per derogar aquella llei es va fer amb «oportunisme polític» i que, segons el seu parer, l'anul·lació de les lleis no existeix.